# Mezuza

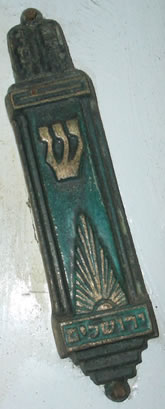
Metalowy pojemnik mezuzy. W górnej części litera „ש” dla oznaczenia imienia Boga שדי – (El) Szaddaj, a w dolnej części inskrypcja ירושלים (Jerozolima)

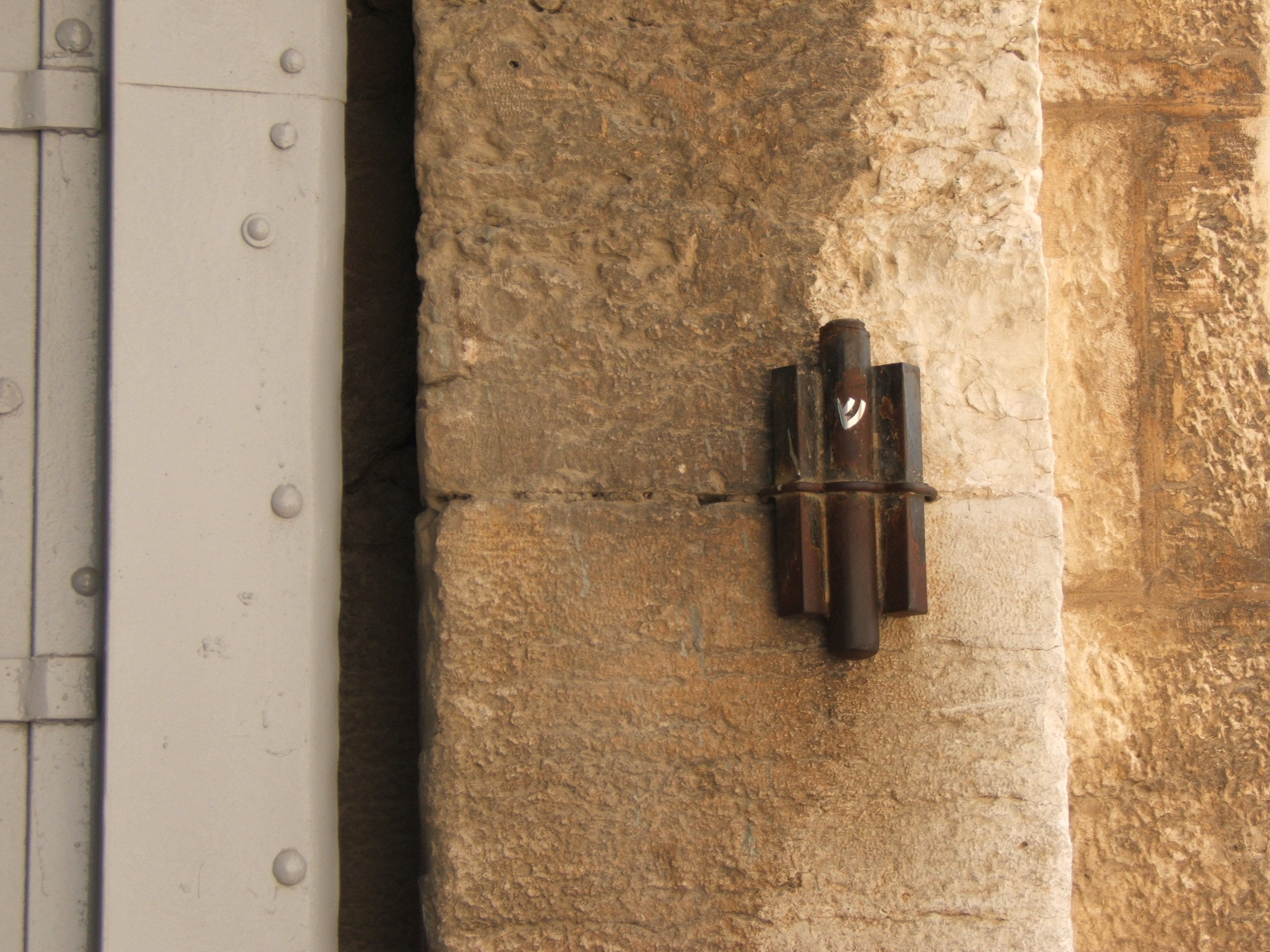
Mezuza w bramie Jafy, na Starym Mieście w Jerozolimie

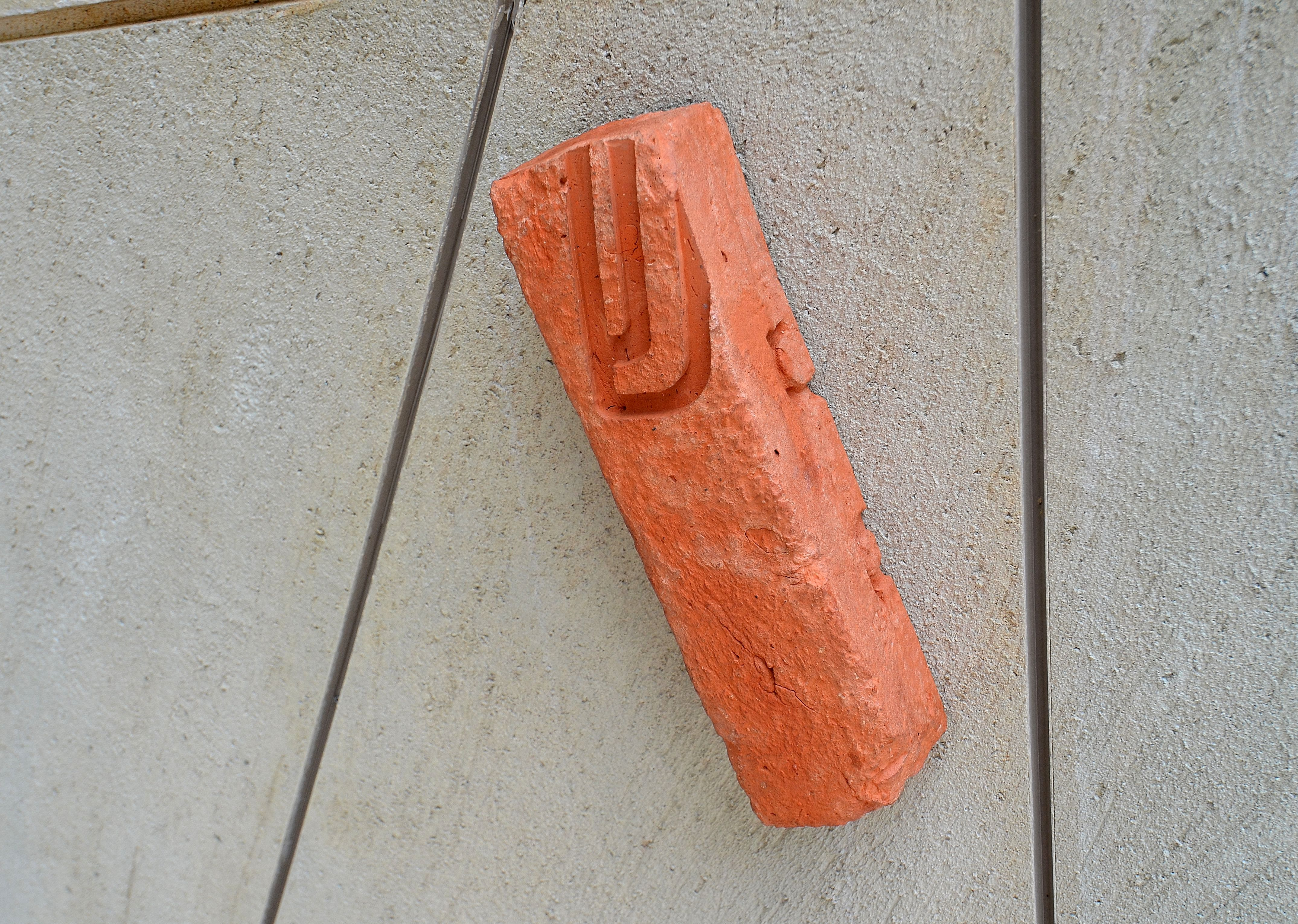
Mezuza przy wejściu do Muzeum Historii Żydów Polskich w Warszawie, wykonana z cegły pochodzącej z pozostałości murów budynku, który przed II wojną światową i w okresie istnienia getta warszawskiego stał na rogu dawnych warszawskich ulic: Nalewki i Gęsiej

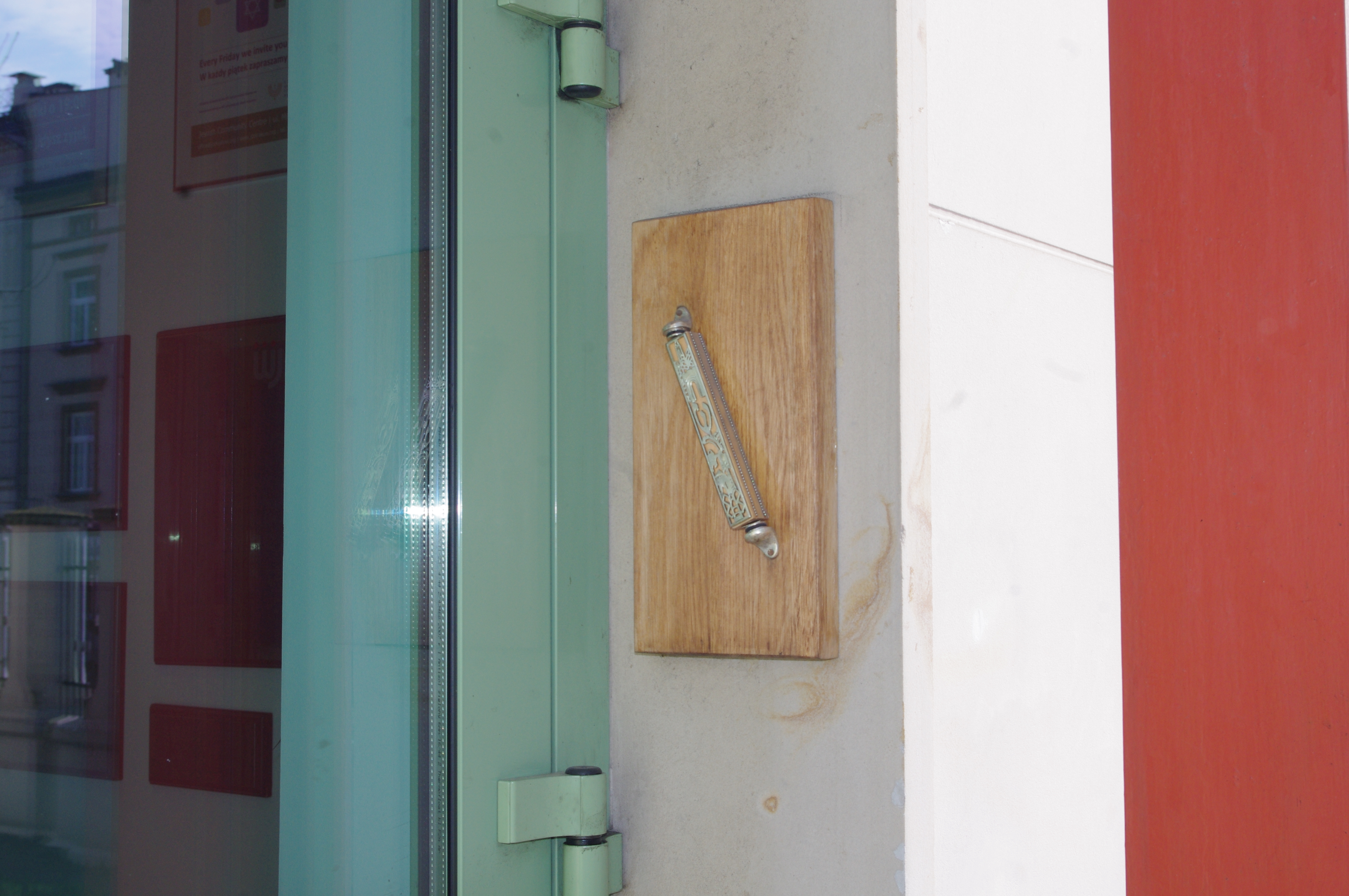
Mezuza w wejściu do Centrum Społeczności Żydowskiej w Krakowie

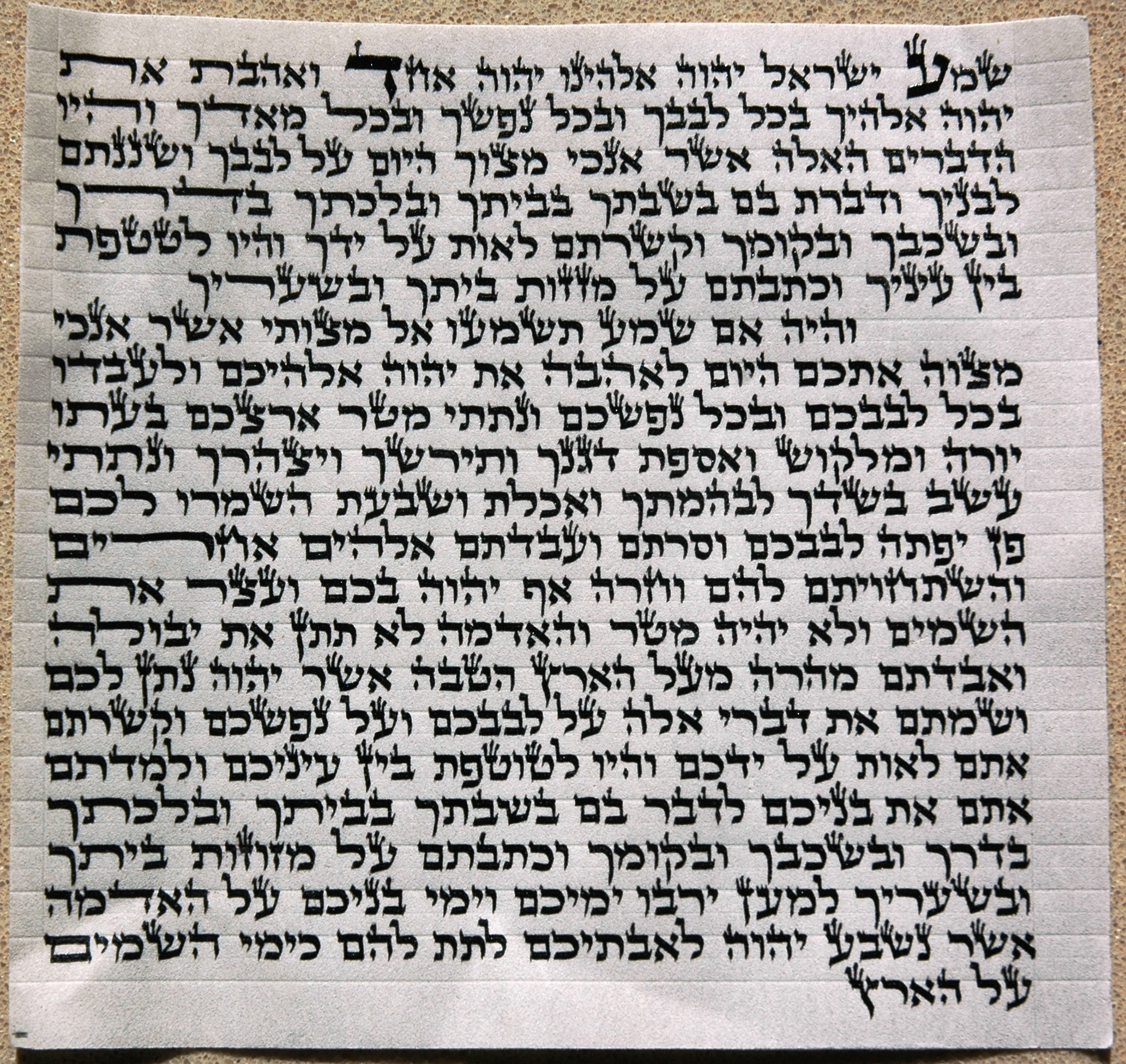
Klaf. Tekst oryginalny pergaminu

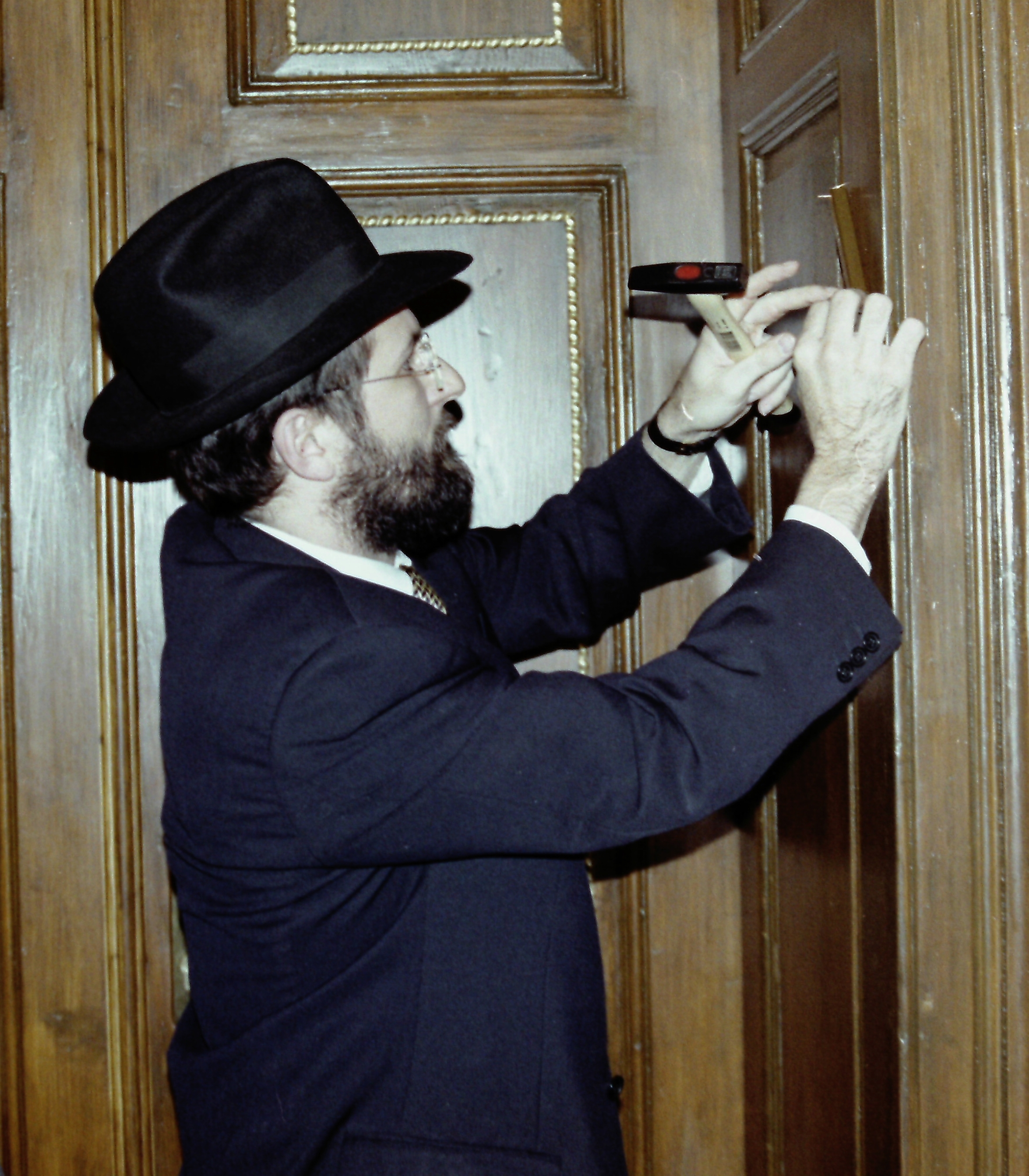
Rabin Sacha Pecaric przybijający mezuzę do odrzwi odremontowanej sali modlitw w Bielsku-Białej w 1999

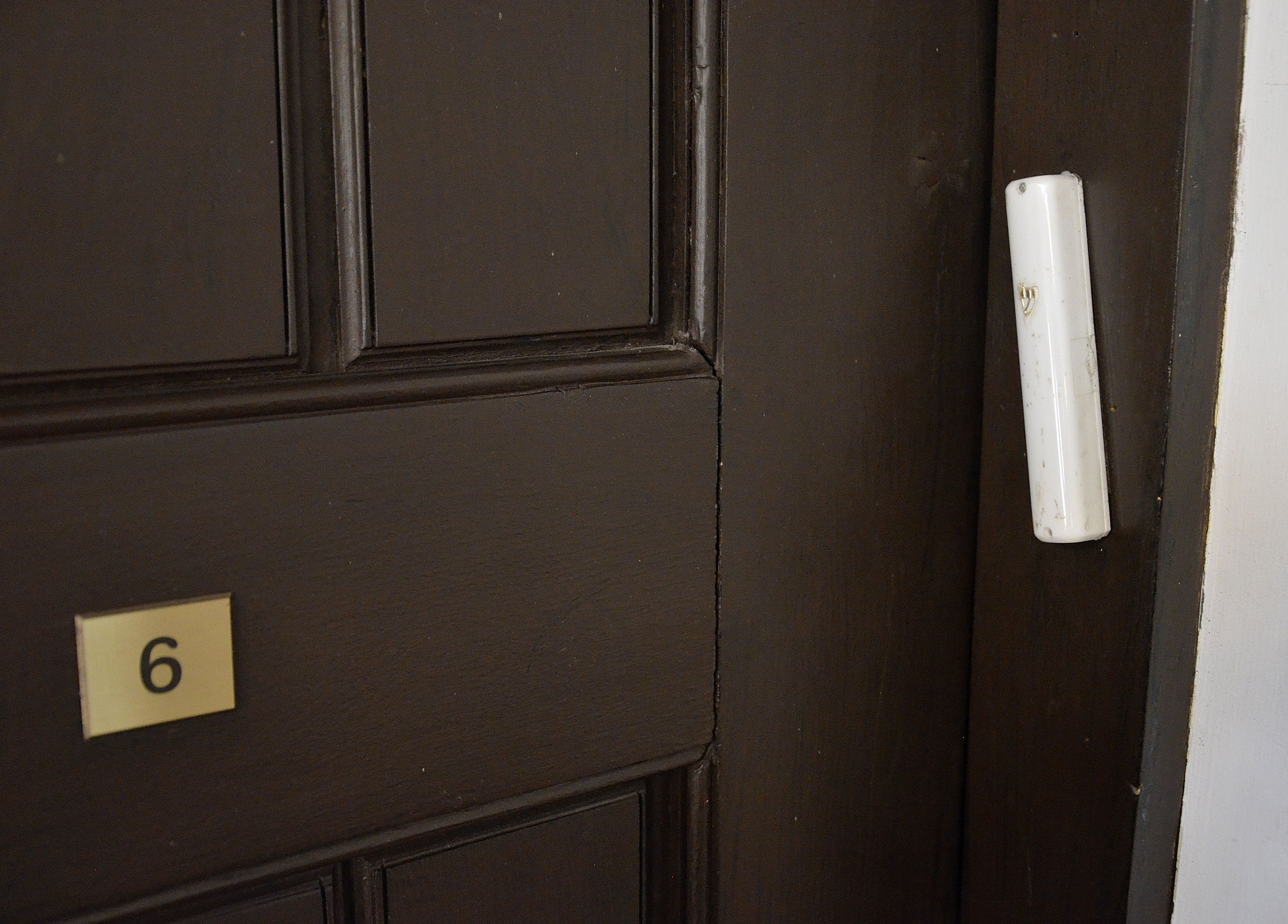
Mezuza przy wejściu do jednego z pomieszczeń w Synagodze Nożyków w Warszawie

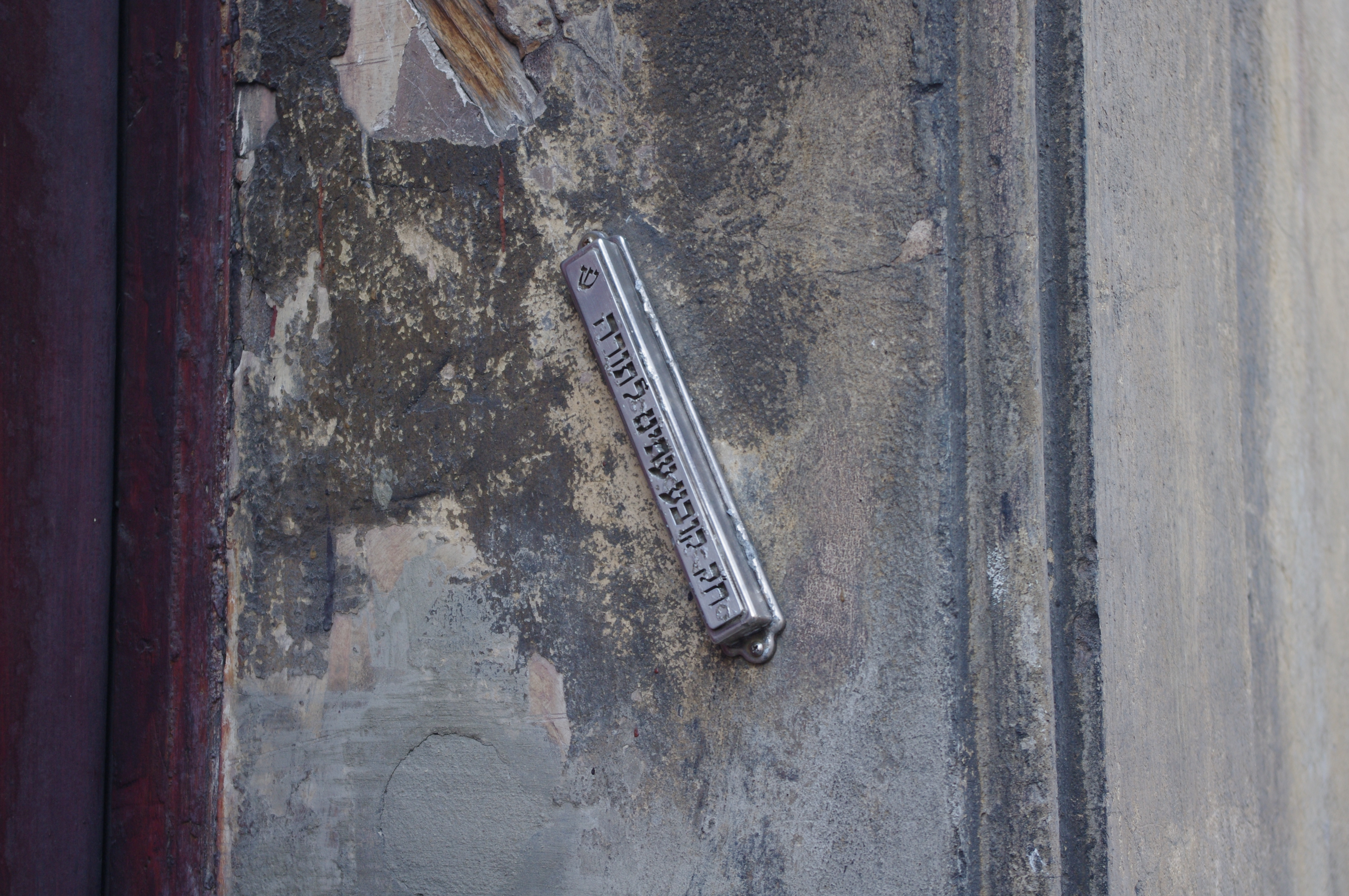
Mezuza na odrzwiach bóżnicy Kowea Itim le-Tora przy ul. Józefa 42 w Krakowie. Powyżej ślady po zdemontowanej starej mezuzie

Mezuza (hebr. ‏מזוזה‎, dosł. odrzwia, futryna drzwiowa) – zwitek pergaminu z naniesionymi dwoma fragmentami Tory (Księga Powtórzonego Prawa 6,4–9 i Księga Powtórzonego Prawa 11,13–21), umieszczony w pojemniku wykonanym z drewna, metalu, kości lub szkła, albo w rurce, i zawieszany na zewnętrznej prawej framudze drzwi, w judaizmie mający wartość symboliczną, historyczną i religijną.
Zgodnie z tradycją pielęgnowaną w wielu żydowskich domach, osoba przekraczająca drzwi wejściowe powinna dotknąć mezuzy dłonią. Praktykowane bywa także składanie pocałunku na tej dłoni, którą dotknęło się mezuzy lub całowanie palców, którymi dopiero ma się jej dotknąć.

## Historia
Obowiązek stosowania mezuz jest wywodzony od słów zawartych w modlitwie Szema Jisrael: I napiszesz je na odrzwiach domu swojego i na bramach swoich. Rabini uznali, że dla pobożnego Żyda stosowanie mezuzy ma znaczenie takie jak noszenie tefilin i cicit, tzn. ma ona stale przypominać o obowiązku posłuszeństwa wobec nakazów i zakazów Tory. Pierwowzorem mezuzy były prawdopodobnie brązowe kolumny w wejściu do Pierwszej Świątyni. Zdaniem Franza Landsbergera, historyka sztuki, który przed wybuchem II wojny światowej kierował Muzeum Żydowskim w Berlinie, widniały na nich inskrypcje, które później dały początek tekstom umieszczanym powszechnie na odrzwiach żydowskich domów. Yehudah B. Cohn, autor publikacji Mezuzah (wydanej w ramach serii The Encyclopedia of Ancient History) wskazuje jednak, że tradycję używania mezuzy należy łączyć z biblijną historią krwawego znaku, jaki na odrzwiach swoich domostw w Egipcie umieszczali Izraelici bezpośrednio przed ucieczką z Egiptu (Księga Wyjścia 12, 3–13), by odróżnić swoje domy od domów Egipcjan, i by w ten sposób uniknąć niszczycielskiej plagi.
Nie ma pewności, jak początkowo wyglądały mezuzy na odrzwiach domów mieszkalnych. Być może inskrypcje były wykonywane wprost na futrynie. Ścisłe, literalne wypełnianie nakazów Tory skutkowało potrzebą umieszczania mezuz na wszystkich ościeżnicach w danym domu. W posiadłości XII-wiecznego uczonego Meira ben Barucha z Rotenburga zamontowane były 24 mezuzy. Landsberger podkreśla, że w starożytności bramy kojarzono przede wszystkim z bramami w murach miejskich. W czasie istnienia Drugiej Świątyni jerozolimskiej mezuzy nie były stosowane w odrzwiach bram świątyni, z wyjątkiem bramy Nikanora, ponieważ przez nią wiodła droga do izby, w której okresowo mieszkał Najwyższy Kapłan.
Inskrypcje mogły być umieszczane bezpośrednio na ościeżach, ale wraz z rozwojem miast pojawiła się potrzeba łatwiejszego sporządzania tekstów i umieszczania ich w wejściu do domostw. W kamiennym ościeżu synagogi w Cezarei Nadmorskiej zachował się kamienny blok z wydrążoną małą, okrągłą niszą, która służyła do przechowywania w niej pergaminu z tekstem. O takim sposobie przechowywania zwojów w odrzwiach wspomina Mojżesz Majmonides w traktacie o mezuzie. W Miszne Tora (Halaha 6) Majmonides wskazuje, że tekst modlitwy „należy umieścić w rurce z trzciny, drewna lub jakiejkolwiek innej substancji i umocować na framudze swoich drzwi wejściowych za pomocą gwoździa. Można też wydrążyć w odrzwiach otwór i tam umieścić mezuzę”. Rozdział VI tego kodeksu zawiera bardzo szczegółowe wymagania, zalecenia i zakazy dotyczące używania mezuzy. Mojżesz Majmonides w Miszne Tora nawiązuje do tekstu Psalmu 34 (Ps 34, 8) i stwierdza, że „mezuza oraz tefilin są aniołami, którzy chronią od grzechu”.
Wydana w 1904 r. The Jewish Encyclopedia określa, że mezuzą jest kawałek pergaminu z naniesionymi dwoma fragmentami Tory (Księga Powtórzonego Prawa 6,4-9 i Księga Powtórzonego Prawa 11,13-21), umieszczony w małym pojemniku wykonanym z drewna, metalu lub szkła, albo w rurce. Z kolei wydana w 1976 r. The New Jewish Encyclopedia definiuje ją jako mały, metalowy lub drewniany pojemnik, w który włożony jest pasek pergaminu. Obydwa elementy występują łącznie, mają swoje zasady i wzory. Zdaniem rabina Aarona Wolfa, autora The Mezuzah Handbook, termin mezuza należy raczej odnosić do klaf – zwoju pergaminu, na którym zapisany jest ów tekst.
Responsum rabina Vernona Kurtza, zaaprobowane przez „The Committee on Jewish Law and Standards of the Rabbinical Assembly” w 2003, wyjaśnia, że istotą mezuzy są dwa fragmenty Tory (Księga Powtórzonego Prawa 6,4-9 i 11,13-21) zapisane na koszernym pergaminie. W Talmudzie („Bava Metzia” 102) można znaleźć wskazanie, że ten zwój powinien być umieszczony w zagłębieniu koło futryny drzwi lub włożony do zawieszonej w tym miejscu łodygi trzciny. W Jore Dea (części Szulchan aruch – halachicznego kodeksu prawa żydowskiego) zawarta jest sugestia, by pergamin był okrywany i zabezpieczany przed wilgocią. Responsum rabina Kurtza zawiera refleksję, że współcześnie, za sprawą rozwoju artystycznego zdobnictwa judaików, obudowa mezuzy zaczęła zyskiwać w odbiorze społecznym znaczenie co najmniej takie, jak umieszczony w niej klaf z modlitwą Szema.

## Obyczaj
Podczas przechodzenia przez drzwi wejściowe mezuza powinna być dotykana z pobożnością. Podczas wchodzenia i wychodzenia z domu wypowiadana jest modlitwa „Niech Bóg chroni moje wyjścia i powroty, teraz i w przyszłości”. Praktykowane bywa także składanie pocałunku na tej dłoni, którą dotknęło się mezuzy. Pocałunek może być także składany na własnych palcach przed dotknięciem nimi mezuzy. Gest ten ma wyrażać „miłość i szacunek w stosunku do Boga oraz Jego przykazań i przypominać o zawartych w nich zaleceniach”.

## Opis
Treść zapisana na zwoju musi zawierać dwa fragmenty Tory (Księga Powtórzonego Prawa 6,4-9 i Księga Powtórzonego Prawa 11,13-21), stanowiące część modlitwy Szema Jisrael, zapisane na jednym kawałku pergaminu w jednej kolumnie, w dwudziestu dwóch, równomiernie rozmieszczonych wersach.
Słuchaj, Izraelu! HaSzem Bóg nasz, HaSzem jest Jedyny.
Będziesz miłował HaSzem Boga twego,
z całego serca swego i z całej duszy swojej,
i z całej siły swojej.
Niechaj słowa te, które Ja ci dziś nakazuję,
będą na twoim sercu. Będziesz je wpajał twoim dzieciom
i będziesz o nich mówił, przebywając w swoim domu,
idąc drogą, kładąc się i wstając.
I przywiążesz je jako znak do swojej ręki,
i będą między twoimi oczyma,
i napiszesz je na bramach i na odrzwiach domu twego.
(fragment z Księgi Powtórzonego Prawa 6,4-9)
W ostateczności dopuszczalne, choć niezalecane, jest umieszczanie tekstu w dwóch lub trzech kolumnach. Górny i dolny margines powinien mieć wymiar równy połowie paznokcia, czyli około pół centymetra. Całość tekstu składa się z 713 liter. Może on być przez pisarza zapisany z pamięci, jednak gdyby został pominięty choćby jeden znak, to dany zwój nie może być używany. Do powszechnego zwyczaju należy umieszczanie na rewersie zwoju słowa שדי od imienia Boga אל שדי – El Szaddaj („Wszechmocny”) oraz pozostawianie w obudowie mezuzy małego otworu, przez który widoczne będzie słowo „Szaddaj”. Zwój, na którym umieszczony jest tekst, określa się nazwą klaf.
Mezuza nie powinna być wykonana na pergaminie pochodzącym ze zwoju zniszczonej Tory lub tefilin. Nie może też powstać na czystym pergaminie pochodzącym ze zwoju Tory.

### Lokalizacja i montaż
Pojemnik zawieszany jest na futrynach lub odrzwiach domów religijnych Żydów. Lokowany jest po prawej stronie (patrząc od zewnątrz), a jak przedstawiają zalecenia The Jewish encyclopedia oraz Mitzwah Encyclopedia, powinien być umocowany pod skosem o rozstawie na szerokość dłoni; górna część położona jest bliżej wnętrza, a dolna skierowana na zewnątrz. Gdyby został umieszczony po lewej stronie, byłby uznany za nieważny. Pojemnik bywa także mocowany pionowo lub poziomo. Tradycja lokowania mezuzy pod skosem jest najprawdopodobniej wynikiem kompromisu pomiędzy zwolennikami mocowania poziomego i pionowego.
Rabin Eliyahu Yaniger zwraca uwagę, że wariant wertykalnego ułożenia mezuzy rozpowszechniony jest w Izraelu. Zwolennikami tego sposobu są społeczności Żydów Sefardyjskich. Natomiast wśród społeczności europejskich i amerykańskich rozpowszechniony jest wariant układu ukośnego. Rabin Yaniger twierdzi, że wertykalne ułożenie jest motywowane chęcią nawiązania do pionowego ułożenia zwoju Tory w synagogach. Pozycja taka ma także symbolizować aktywność i moc. Rabin wyjaśnia, że zwolennicy wariantu poziomego mocowania także nawiązywali do zwoju księgi Tory, który podczas rozwijania i czytania leży na stole. Wskazywali także, że Prawo żydowskie wymaga, by przechodząc koło tej księgi okazać szacunek i zachować postawę wyprostowaną. Natomiast, gdy podczas czytania Księga jest ułożona poziomo, to społeczność siedzi. Gdyby więc mezuza była usytuowana pionowo, to konsekwentnie wewnątrz danego domu nie można by było siadać. Yaniger podkreśla jednak, że w praktyce mezuzy są mocowane pionowo lub pod skosem, ale nie poziomo.
Istnieje także wyjaśnienie nawiązujące do rzekomego historycznego sporu żyjącego na przełomie XI i XII wieku rabina Szlomo ben Icchaka zwanego Raszi ze swoim wnukiem Rabbenu Tam. Raszi wyjaśniał, że istotą pionowego mocowania jest wskazywanie górnej części na Wszechmogącego. Jego wnuk był ponoć zdania, że zwoje z Szema Jisrael były pierwotnie umieszczane w poziomych szczelinach wątku między ciosami w odrzwiach domostw, więc w imię tradycji, mezuzy powinny być mocowane poziomo. Ostatecznie przyjęta została kompromisowa wersja ukośnego ułożenia mezuzy. JoAnn Abraham z „Jewish Federations of North America” uważa, że kompromis ten należy także traktować jako część przesłania jakie ma nieść mezuza.
Mezuza musi być zamontowana w sposób trwały, najlepiej za pomocą gwoździ, tak by nie można było jej oderwać bez narzędzi lub użycia siły. Niedopuszczalne jest montowanie mezuzy za pomocą taśmy klejącej. Klaf nie może być ułożony w obudowie w taki sposób, by tekst był odwrócony (czyli by dolne wersy były na górze). Zwój wkładany do obudowy powinien być zrolowany w taki sposób, by przy rozwijaniu pojawiały się początki wersetów, a nie ich zakończenia.
Mezuza powinna być zamontowana w wejściu do każdego budynku czy lokalu służącego celom mieszkalnym. Podczas montażu mezuzy do futryny wypowiadana jest formuła: „Błogosławiony jesteś, Boże, nasz Panie, Królu wszechświata, któryś uświęcił nas Swoimi przykazaniami i nakazał nam umieszczać mezuzy”.
Miszne Tora podaje także zalecenia kontrolne. Mezuza umieszczona w prywatnej posiadłości powinna być sprawdzana dwa razy w ciągu siedmiu lat, a mezuza umieszczona w budynku publicznym powinna być sprawdzana dwa razy w ciągu pięćdziesięciu lat, bo litery mogą być podarte lub wyblakłe. Jeśli mezuza jest umieszczona w ścianie, to istnieje obawa, że będzie podlegała rozkładowi. „Osoby, które wynajmują mieszkanie w diasporze, i osoby, które wynajmują pokój w hotelu w Izraelu, przez trzydzieści dni są zwolnione z obowiązku używania mezuzy. Osoba, która wynajmuje dom w Izraelu, jest zobowiązana do umieszczenia mezuzy natychmiast”.